# Eisothistos moreirai
Eisothistos moreirai is een pissebed uit de familie Expanathuridae. De wetenschappelijke naam van de soort is voor het eerst geldig gepubliceerd in 1981 door Pires.